# Bjurån (Norrbotten)
För andra betydelser, se Bjurån.
Bjurån är ett vattendrag i Norrbotten, Luleå kommun. Vänsterbiflöde till Råneälven. Längd cirka 40 km, avrinningsområde ca 200 km2. Bjurån rinner upp i allra nordligaste hörnet av Luleå kommun, ungefär 40 km norr om Råneå och 5 km väster om Långsel. Efter en liten sväng in i Bodens kommun vid Rismyran rinner Bjurån ganska rakt söderut, förbi byarna Övre Bjurån, Krokträsk, Bjuråfors, Bjuråhed, Bjurånäs och Forsnäs.
I sitt nedre lopp blir Bjurån mycket rik på sjöar. Man kan nämna Ängesträsket, Yttre-Fällträsket, Inre-Fällträsket samt Hemträsket. Bjurån förvandlas liksom till korta maskar mellan sjöarna. Efter Hemträsket forsar Bjurån några kilometer, förbi Meldersteins gamla bruk där den användes som kraftkälla, ner till Råneälven, i vilken Bjurån mynnar helt nära Skravelholmen.